# Trox rotundulus
Trox rotundulus är en skalbaggsart som beskrevs av Haaf 1957. Trox rotundulus ingår i släktet Trox och familjen knotbaggar. Inga underarter finns listade i Catalogue of Life.